# Petroica archboldi
Petroica archboldi là một loài chim trong họ Petroicidae.